# Przeździecko-Dworaki
Przeździecko-Dworaki – wieś sołecka w Polsce położona w województwie mazowieckim, w powiecie ostrowskim, w gminie Andrzejewo. Obok miejscowości przepływa niewielka rzeka Brok Mały, dopływ Broku.
W latach 1975–1998 miejscowość administracyjnie należała do województwa łomżyńskiego.
Wierni Kościoła rzymskokatolickiego należą do parafii Wniebowzięcia Najświętszej Maryi Panny w Andrzejewie.